# Tricocefal
Tricocefalul (Trichuris trichiura) este un vierme nematod parazit, lung de 3–5 cm, care trăiește în intestinul gros  al omului infestat provocând boala numită tricocefaloză. Viermii adulți sunt de culoare albă sau roz murdară. Ei includ o parte anterioară cefalică efilată, care conține esofagul, și o porțiune caudală mai mare, care conține intestinul și aparatul reproducător.